# Talbot (Mondkrater)
Talbot ist ein Einschlagkrater am östlichen Rand der Mondvorderseite, in der Ebene des Mare Smythii, südöstlich des Kraters Haldane und westlich von Runge. Der Krater ist sehr flach, da von den Laven des Mare weitgehend überflutet.
Der Krater wurde 1976 von der IAU nach dem britischen Astronomen und Pionier der Fotografie William Henry Fox Talbot offiziell benannt.